# Feketenyár-sátorosmoly
A feketenyár-sátorosmoly (Phyllonorycter populifoliella) a valódi lepkék (Glossata) közé sorolt keskenyszárnyú molylepkefélék (Gracillariidae) családjának egyik, Magyarországon is élő faja.

## Elterjedése, élőhelye
Ez az európai faj hazánkban mindenhol közönséges.

## Megjelenése
A lepke szürke szárnyát sötétszürke foltok tarkázzák. A szárny fesztávolsága 8–9 mm.

## Életmódja
Évente két nemzedéke kel ki – az első nyáron, a második ősszel. A második nemzedék telel át (az imágók). Fakéregben, faházak repedéseiben helyenként tömegesen bújnak meg, és már kora tavasszal előbújnak rejtekükből.
A hernyó tápnövényei a nyárfák:
- kanadai nyár,
- fekete nyár,
- jegenyenyár.

A hernyó alsó aknát rág a levelekbe. Ültetett nyárasokban alkalmanként óriási tömegben tűnik fel.

## Külső hivatkozások
- Mészáros Zoltán – Szabóky Csaba: A magyarországi molylepkék gyakorlati albuma. Budapest: Agroinform. 2005.  arch Hozzáférés: 2018. április 6. (PDF)